# Divjaka
Divjaka (albanisch auch Divjakë) ist eine Kleinstadt und Amtssitz der gleichnamigen Bashkia im Westen Albaniens mit 6713 Einwohnern (2023). Das Adriatische Meer und die Lagune von Karavasta sind etwa fünf beziehungsweise zwei Kilometer entfernt. Zwischen Stadt und Meer liegt der Nationalpark Divjaka-Karavasta, der die Lagune und einen Pinienwald an der Küste umfasst und ein Ramsar-Schutzgebiet ist. Auf der schmalen Landzunge zwischen Lagune und Meer befindet sich der Strand von Divjaka.
Die Stadt ist kleines Zentrum der ländlichen Region im Westen des ehemaligen Kreises Lushnja und wird stark durch Landwirtschaft geprägt. Die Gemeinde liegt im nördlichen Bereich der Küstenebene Myzeqe. Östlich der Lagune erhebt sich aber doch ein kleiner Hügelzug. Im Norden wird sie durch den Fluss Shkumbin begrenzt.
Divjaka hat erst seit 1995 das Stadtrecht und bildet bis 2015 das Verwaltungszentrum einer Bashkia, die neben der Stadt noch die umliegenden Dörfer Bishçukas, Gërmenj i Vogël, Gërmenj, Hallvaxhias, Bregas, Dushk Can, Xeng, Miza und Zharnec umfasste. Im Jahr 2015 wurde Divjaka mit den umliegenden Gemeinden des aufgelösten Kreises Lushnja zusammengelegt. Diese bilden heute die Njësitë administrative (Verwaltungseinheiten) der Bashkia: Grabjan im Südosten, Gradishta und Rremas mit dem Dorf Adriatik im Süden sowie Tërbuf im Nordosten. Dieser größte Gemeindeteil liegt verkehrstechnisch zentraler zur Rruga shtetërore SH4, der Hauptachse Mittelalbaniens.
| Name      | Einwohner 2023 | Einwohner 2011 |
| --------- | -------------- | -------------- |
| Divjaka   | 6713           | 8445           |
| Grabjan   | 2494           | 3638           |
| Gradishta | 5648           | 7521           |
| Rremas    | 2888           | 4449           |
| Tërbuf    | 7139           | 10.201         |
| Total     | 24.882         | 34.254         |

Die ganze Gemeinde hat 24.882 Einwohner (Volkszählung 2023). Im Zeitraum von 2011, als fast 35.000 Einwohner auf dem Gebiet wohnten, bis 2023 ist die Bevölkerung um 27 % zurückgegangen.

## Persönlichkeiten
- Myslim Murrizi (* 1968), Jurist, Unternehmer und Politiker